# ユリア (声優)
ユリアは日本の女性声優。主にアダルトゲームに声をあてている。

## 出演作品
太字は主役・メインキャラクター

### ゲーム

#### 2009年
- Sweetest Maman!（沢尻あけみ）[1]
- 蒼海のヴァルキュリア 〜孤高の皇女ルツィア〜（エルカ・ザウネン）[2]
- 姫狩りダンジョンマイスター

#### 2010年
- 戦女神VERITA（エヴリーヌ）[3]
- HOUND -獣欲の買収者-（桜川霞）[4]
- まるめる 〜ソウシンシャは@未来〜（冬馬蛍）[5]

#### 2011年
- 神採りアルケミーマイスター（ユエラ）[6]
- 令嬢の秘蜜（香柴沙緒里）[7]
- 天結いキャッスルマイスター(ユエラ)[8]